# Banconota

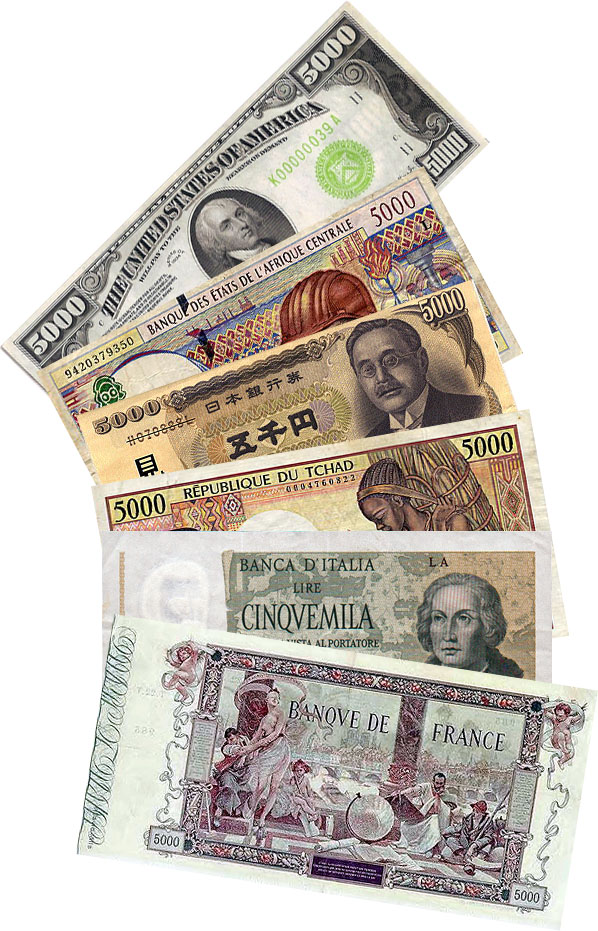
Banconote da 5000 dollari, franchi, yen e lire.

La banconota (detta anche biglietto di banca, cartamoneta o moneta cartacea) è uno strumento di pagamento rappresentato da un biglietto cartaceo stampato, privo di valore intrinseco diretto.

## Etimologia
Il termine deriva dall'espressione nota di banco, e risale al XIV secolo; in origine essa riconosceva il diritto del possessore della nota di ritirare il metallo prezioso (solitamente oro o argento) depositato presso un banchiere (si trattava cioè di moneta cartacea rappresentativa).

## Storia

### Età antica

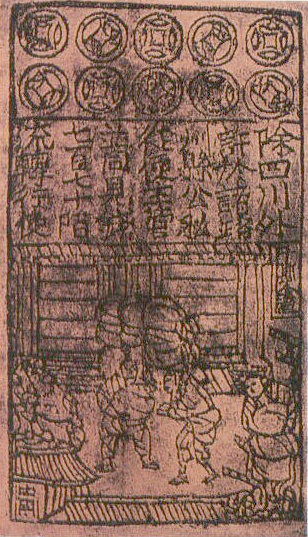
Banconota Jiaozi della dinastia Song, la prima banconota conosciuta del mondo.

Il primo a introdurre l'uso di banconote di carta fu l'imperatore cinese Xian Zong nell'806 d.C. Chi possedeva metallo prezioso aveva interesse a depositarlo presso operatori specializzati nella sua conservazione e protezione dai ladri. Inoltre aveva interesse a rivolgersi ai banchieri per trasferire i metalli preziosi senza doversi sobbarcare il costoso e rischioso trasporto. Bastava trasferire il titolo finanziario e incassare il metallo presso un secondo orafo-banchiere, collegato al primo da legami di affari.
Tali documenti, già impiegati in Cina ai tempi di Marco Polo, erano più facili da trasportare del metallo prezioso e inoltre potevano essere emessi anche per valori nominali superiori al valore del metallo prezioso custodito dai banchieri.
Ciò era possibile perché le esigenze di cassa dei banchieri consentivano loro di tenere sotto forma di riserva solo una parte del metallo prezioso depositato, usando la restante parte per concedere prestiti o effettuare pagamenti per conto di terzi; inoltre le effettive richieste di conversione delle riserve metalliche depositate divennero sempre minori, dato che la fiducia degli operatori aveva determinato l'affermazione delle banconote stesse come circolante; infine l'emissione di moneta sotto forma di banconote, costituendo una forma di credito, aveva effetti espansivi sull'economia (oltre che sui profitti dei banchieri), che pertanto era beneficiata dalla scelta di detenere solo una parte del metallo prezioso sotto forma di riserve.
Il più antichi esempi di banconote giunti sino a noi, quelle definite da Marco Polo "moneta volante", furono emesse tra il 1264 e il 1341, durante la dinastia Yuan. La carta con cui esse erano realizzate era ricavata dalla scorza di gelso, facilmente reperibile in quel periodo in Cina.

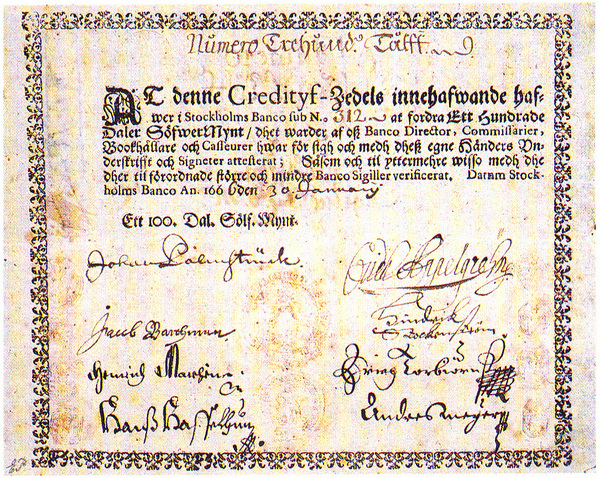
La prima banconota europea, emessa dal Banco di Stoccolma nel 1666.

### Età moderna
La vera nascita e diffusione delle banconote in Europa risalirebbe al XVIII secolo, ma non si può che restringere il campo all'Inghilterra e a qualche altro paese, dal momento che pochissimi paesi in quel periodo ne facevano uso. Il primo grande deterrente contro la contraffazione era la pena di morte per i falsari, ma questo non era di per sé sufficiente a ostacolare la contraffazione. Nel XVIII secolo in Inghilterra la circolazione delle banconote non era particolarmente diffusa e, a causa di ciò, il miglioramento delle tecniche di produzione di banconote non era considerato una questione urgente.
Il primo tentativo di una banca centrale di emettere banconote ci fu nel 1661 grazie alle idee di Johan Palmstruch durante la sua direzione del Banco di Stoccolma; la prima banca che iniziò a emettere banconote in modo permanente fu però la Banca d'Inghilterra, che iniziò a emettere banconote nel 1695 con la promessa di pagare al portatore il valore della moneta su richiesta. Erano inizialmente scritte a mano per un valore prestabilito e legate al deposito personale o come prestito.
In Italia la prima serie di cartamoneta riporta la data del 1 gennaio 1746, autorizzata con Regio Editto del 26 settembre 1745 da Carlo Emanuele III di Savoia ed emessa nei tagli da 100, 200, 500, 1000 e 3000 lire, molto elevati per l'epoca. Le "banconote" fruttavano l'interesse del 4% annuo per quattro anni e si erano rese necessarie per finanziare la guerra contro Francia e Spagna (che si concluse nel 1748 con i trattati di Aquisgrana). Di questa serie, il 13 febbraio 2025, il numismatico Gerardo Vendemia ha donato al Museo della Moneta della Banca d'Italia il "disegno originale" del valore da mille lire. Il disegno era necessario per realizzare i cliché per la stampa e riporta le firme dei due "mastri auditori" Bocca e Rambaudi, i quali firmarono anche gli esemplari destinati alla circolazione. La serie del 1746 venne particolarmente apprezzata dalla popolazione e quindi estesa ai tagli inferiori, fino a quello da 10 lire, che consentivano di utilizzarle più agevolmente nelle transazioni commerciali. Dopo qualche anno dalla prima emissione, si perse l'interesse annuo dall'emissione, avvicinando la cartamoneta al più moderno concetto di banconota.
Nel XVIII secolo, le banconote venivano prodotte principalmente attraverso l'incisione su lastra di rame e la successiva stampa ed erano a faccia singola. Le tecnologie per produrre banconote rimasero sostanzialmente le stesse durante tutto il XVIII secolo. Le prime banconote furono prodotte attraverso una tecnica di stampa a intaglio, che consisteva nell'incidere a mano una lastra di rame e poi coprirla con inchiostro per stampare le banconote. Solo con questa tecnica era possibile, allora, imprimere le linee dell'incisione sulla carta e produrre buone banconote. Un altro fattore che rese più difficile la contraffazione delle banconote era il tipo di carta utilizzato, dal momento che la carta utilizzata per le banconote era diversa da quella che all'epoca era in commercio. Nonostante questo, i falsari riuscirono a contraffare le banconote, coinvolgendo e consultando i produttori di carta, al fine di imparare a creare un tipo di carta simile da soli. Anche la filigrana venne usata come strumento contro la contraffazione e il suo uso per le banconote è documentato sin dall'apparizione delle prime banconote in Europa. L'applicazione della filigrana avveniva attraverso la cucitura di un sottile filo dopo la stesura della polpa di carta. Il primo utilizzo documentato della filigrana all'interno di banconote risale al 1697 per opera di un produttore di carta di Berkshire il cui nome era Rice Watkins. La filigrana, insieme a un tipo di carta speciale, avrebbero dovuto rendere più difficile e costoso falsificare banconote, dal momento che, per poterle falsificare, erano necessari anche macchinari per la produzione di carta più complessi e costosi.
In seguito in Inghilterra ci fu una graduale evoluzione verso note di valore fisso, e a partire dal 1745 furono stampate banconote standardizzate del valore che andava da £20 a £1,000. Banconote stampate per intero, che non richiedevano il nome del creditore e la firma del cassiere, apparvero per la prima volta nel 1855. All'inizio del XIX secolo l'aumento rapido della richiesta di banconote costrinse le banche a migliorare gradualmente le tecnologie impiegate. Nel 1801, la filigrana, che in precedenza era rettilinea, divenne ondulata, grazie all'idea di un produttore di filigrana il cui nome era William Brewer. Ciò rese ancora più difficile la contraffazione delle banconote, perlomeno nel breve periodo: nel 1803 il numero di banconote contraffatte era sceso a soli 3000, rispetto ai 5000 dell'anno precedente. Nello stesso periodo le banconote diventarono anche a doppia faccia e con disegni più complessi; le banche arrivarono addirittura a chiedere a maestranze di incisori e artisti di aiutarli a rendere le loro banconote più difficili da contraffare (la cosiddetta "ricerca della banconota inimitabile").

### Nell'era contemporanea
Dopo l'esperienza della rivoluzione francese con l'istituto degli assegnati, furono i funzionari francesi di Napoleone a imporre in tutta Europa l'uso di carta moneta. Nel XIX secolo però, la moneta cartacea poteva ancora essere sentita come un sostituto della vera moneta metallica, essendo sempre possibile la riconversione in oro. Si arrivò, nei momenti di crisi, a stabilire il corso forzoso, cioè la sospensione ex lege della convertibilità. In Europa poi, nel periodo di relativo benessere dell'inizio del XX secolo, si assistette addirittura ad una situazione in cui il corso delle banconote faceva aggio sull'oro: nella libera fluttuazione tra moneta cartacea fiduciaria e moneta aurea, ci furono momenti in cui i cittadini preferivano la comodità della cartamoneta rispetto alla poca praticità della moneta metallica.
Lo scoppio della prima guerra mondiale portò ben presto alla iperinflazione, addirittura rovinosa per il marco tedesco: il finanziamento delle spese belliche era avvenuto infatti attraverso l'emissione di moneta cartacea. La libera convertibilità rimase una prerogativa degli Stati Uniti d'America, che anche per questo divennero il centro dell'economia monetaria mondiale fino alla grande depressione del 1929, per affrontare la quale il presidente Roosevelt effettuò una svalutazione a freddo, accompagnata da altre drastiche misure.
Con questi provvedimenti Roosevelt stabilì che le monete d'oro non avevano più corso legale negli Stati Uniti, e la gente dovette convertire le proprie monete d'oro in altre forme di valuta; questa legge portò gli Stati Uniti fuori dal cosiddetto gold standard, e inoltre implicò anche la fine della regola per cui la valuta cartacea degli Stati Uniti poteva essere scambiata con oro in tutte le banche della nazione. La centralità dell'oro venne comunque ribadita nel sistema di conferenza di Bretton Woods.
Il passaggio alla moneta cartacea avvenne nel secondo dopoguerra con la fine degli accordi di Bretton Woods nel 1971, quando gli Stati Uniti dichiararono la fine di ogni rapporto di conversione tra banconote e oro (passando definitivamente alla moneta cartacea convenzionale). Ciononostante su alcune banconote è rimasta per lungo tempo una scritta che ricordava l'antico diritto del portatore di ricevere metallo prezioso presentando la banconota posseduta.
La moneta cartacea ha subito un'altra modifica, venendo sempre più spesso sostituita dalla moneta elettronica, costituita da carte di credito normalmente in plastica e da una banda magnetica (emesse da società finanziarie, banche o istituti di credito o del credito al consumo all'uopo autorizzate), che consente la memorizzazione di dati sia dell'utente (titolare intestatario della carta) che di eventuali altri dati (quali: codice PIN serie numerica di cifre diverse o uguali, alfabetica insieme di vocali e/o consonanti, oppure alfanumerica composta da numeri e lettere, onde reprimere frodi), oppure altri dati riferiti a operazioni e transazioni effettuate tra le società emittenti la carta e l'utente.

## Descrizione generale
Le caratteristiche delle banconote, i loro materiali e le tecniche di produzione (così come il loro sviluppo nel corso della storia) sono argomenti che solitamente non vengono studiati dagli storici in modo approfondito, sebbene ci siano oggi un certo numero di libri che spiegano in dettaglio come le banconote fossero effettivamente prodotte. Ciò è dovuto principalmente al fatto che gli storici tendono a dare la priorità alla comprensione teorica di come funzionava il denaro piuttosto che a come venisse prodotto.
La banconota strettamente detta, rappresenta la parte cartacea della moneta legale emessa da una banca centrale.
Si presenta in genere sotto forma di biglietto composto da fibre di cotone, lino e canapa (che la rendono più resistente della carta), oppure sotto forma di polimero plastico (adottato ad esempio nelle banconote emesse in Romania, Macedonia del Nord, Canada e in Australia).
Per comprendere meglio come essa possa costituire un mezzo di scambio è opportuno fare delle distinzioni tra:
- moneta cartacea rappresentativa, il cui valore dipende dal fatto che essa costituisce un titolo rappresentativo di un corrispondente deposito bancario in metallo prezioso;
- moneta cartacea fiduciaria, il cui valore dipende dal fatto che una banca garantisce la convertibilità in metallo prezioso, nonostante abbia emesso una quantità di moneta cartacea superiore rispetto alle sue effettive capacità di copertura (facendo affidamento sull'utilizzo diretto della moneta cartacea come circolante, che dipende dalla fiducia dei depositanti - e di chi riceve moneta cartacea in pagamento - relativamente alla capacità della banca stessa di far fronte a eventuali richieste di conversione in metallo prezioso);
- moneta cartacea convenzionale, il cui valore è totalmente svincolato dalla presenza di metalli preziosi a copertura, ed è garantito fondamentalmente dal fatto di essere riconosciuta come moneta a corso legale in un determinato stato (nei sistemi monetari attuali, totalmente svincolati dai metalli preziosi, la banconota appartiene a tale categoria).

## Differenze col biglietto di Stato
In Italia hanno circolato biglietti di Stato contemporaneamente alle banconote della Banca d'Italia. Giuridicamente il biglietto di Stato non è una banconota: non reca la dicitura della banca, ma dello Stato emittente, poiché la sua emissione era di competenza del Ministero del Tesoro. Questa tipologia di cartamoneta nacque per limitare la circolazione di moneta metallica e più volte se ne è fatto ricorso nel XIX e XX secolo.

## Valore ed utilizzo
Il valore delle banconote (come in generale della moneta) non dipende soltanto dalle disposizioni di legge, ma anche dall'effettiva accettazione della moneta da parte di chi la usa.
Qualora non vigesse il corso legale, chi deve riceverla potrebbe sempre decidere di non accettarla nel caso in cui pensasse di non poterla usare come mezzo di pagamento. Anche in presenza di un regime di corso legale però la fiducia nella moneta è determinante nello stabilire il suo potere d'acquisto, e ogni calo nella fiducia può determinare fenomeni d'inflazione, che a loro volta possono aggravare la sfiducia stessa, innescando così un processo moltiplicativo, noto come iperinflazione.

## Riferimenti normativi italiani
- Regio decreto 28 aprile 1910, n. 204 - Che approva l'annesso testo unico di legge sugli Istituiti d'emissione e sulla circolazione dei biglietti di Banca.
- Art. 142 (contraffazione) Regio decreto 28 aprile 1910, n. 204 - Che approva l'annesso testo unico di legge sugli Istituiti d'emissione e sulla circolazione dei biglietti di Banca.